# Herb gminy Bełchatów
Herb gminy Bełchatów – jeden z symboli gminy Bełchatów.

## Wygląd i symbolika
Herb przedstawia na tarczy w polu zielonym kosz w barwie naturalnej. W nim kłosy pszenicy, owsa, żyta, kwiat łubinu oraz liść i owoce winorośli. Kosz pełen roślin symbolizuje rolniczy i ogrodniczy charakter gminy. Herb ten nie spełnia norm heraldyki. Jest słabo czytelny z dużej odległości poprzez nagromadzenie elementów. Występują w nim różne odcienie tego danego koloru. Zielone liście na zielonym polu łamią też zasadę alternacji.